# Euphyia griselda
Euphyia griselda är en fjärilsart som beskrevs av W. Warren 1900. Euphyia griselda ingår i släktet Euphyia och familjen mätare. Inga underarter finns listade i Catalogue of Life.